# Novo Topolje
Novo Topolje je naseljeno mjesto u Republici Hrvatskoj u sastavu općine Donji Andrijevci u Brodsko-posavskoj županiji.

## Zemljopis
Novo Topolje se nalaze oko 5 km sjeverozapadno od općinskog središta Donjih Andrijevaca, susjedna naselja su Lapovci na sjeveru, Staro Topolje na jugu, Stari Perkovci na istoku te Klokočevik na zapadu.

## Stanovništvo
Prema popisu stanovništva iz 2011. godine Novo Topolje je imalo 155 stanovnika. 
| broj stanovnika | 246   | 259   | 313   | 421   | 396   | 382   | 374   | 417   | 395   | 388   | 395   | 332   | 299   | 223   | 217   | 155   | 117   |
|                 | 1857. | 1869. | 1880. | 1890. | 1900. | 1910. | 1921. | 1931. | 1948. | 1953. | 1961. | 1971. | 1981. | 1991. | 2001. | 2011. | 2021. |